# Patinação de velocidade nos Jogos Olímpicos de Inverno de 2014 - 500 m masculino
As competições de 500m masculino da patinação de velocidade nos Jogos Olímpicos de Inverno de 2014 foram disputadas na Adler Arena em Sóchi, em 10 de fevereiro de 2014.

## Medalhistas
| Ouro   | NED Michel Mulder |
| Prata  | NED Jan Smeekens  |
| Bronze | NED Ronald Mulder |

## Recordes
Antes desta competição, os recordes mundiais e olímpicos da prova eram os seguintes:
500 metros (1 corrida)
| Tipo | Atleta             | Tempo   | Local          | Data                    |
| ---- | ------------------ | ------- | -------------- | ----------------------- |
|      | Jeremy Wotherspoon | 34.03 s | Salt Lake City | 9 de novembro de 2007   |
|      | Casey FitzRandolph | 34.42 s | Salt Lake City | 11 de fevereiro de 2002 |

500 metros (2 corridas)
| Tipo | Atleta             | Tempo    | Local          | Data                    |
| ---- | ------------------ | -------- | -------------- | ----------------------- |
|      | Jeremy Wotherspoon | 68.310 s | Calgary        | 9 de novembro de 2007   |
|      | Casey FitzRandolph | 69.230 s | Salt Lake City | 11 de fevereiro de 2002 |

## Resultados
| Pos.              | Atleta                          | Par | Raia | Corrida 1 | Pos. | Par | Raia | Corrida 2 | Pos. | Total     | Diferença |
| ----------------- | ------------------------------- | --- | ---- | --------- | ---- | --- | ---- | --------- | ---- | --------- | --------- |
| Medalha de ouro   | NED Michel Mulder               | 19  | I    | 34.63     | 2    | 19  | O    | 34.67     | 2    | 69.31     |           |
| Medalha de prata  | NED Jan Smeekens                | 15  | I    | 34.59     | 1    | 20  | O    | 34.72     | 3    | 69.32     | +0.01     |
| Medalha de bronze | NED Ronald Mulder               | 20  | I    | 34.97     | 6    | 17  | O    | 34.49     | 1    | 69.46     | +0.15     |
| 4                 | KOR Mo Tae-bum                  | 18  | O    | 34.84     | 4    | 19  | I    | 34.84     | 5    | 69.68     | +0.38     |
| 5                 | JPN Joji Kato                   | 18  | I    | 34.96     | 5    | 18  | O    | 34.77     | 4    | 69.74     | +0.43     |
| 6                 | JPN Keiichiro Nagashima         | 19  | O    | 34.79     | 3    | 20  | I    | 35.25     | 16   | 70.04     | +0.73     |
| 7                 | KAZ Roman Krech                 | 3   | I    | 35.04     | 9    | 16  | O    | 35.00     | 6    | 70.04     | +0.73     |
| 8                 | GER Nico Ihle                   | 11  | O    | 34.99     | 7    | 18  | I    | 35.11     | 9    | 70.10     | +0.79     |
| 9                 | POL Artur Waś                   | 7   | O    | 35.01     | 8    | 17  | I    | 35.19     | 12   | 70.20     | +0.90     |
| 10                | CAN Gilmore Junio               | 14  | I    | 35.15     | 11   | 15  | O    | 35.09     | 7    | 70.25     | +0.94     |
| 11                | CAN Jamie Gregg                 | 13  | I    | 35.17     | 13   | 14  | O    | 35.10     | 8    | 70.27     | +0.96     |
| 12                | NOR Espen Aarnes Hvammen        | 8   | I    | 35.20     | 16   | 13  | O    | 35.21     | 13   | 70.42     | +1.11     |
| 13                | RUS Denis Koval                 | 9   | O    | 35.19     | 14   | 14  | I    | 35.24     | 15   | 70.44     | +1.13     |
| 14                | CAN William Dutton              | 4   | O    | 35.27     | 18   | 11  | I    | 35.17     | 11   | 70.44     | +1.13     |
| 15                | JPN Yūya Oikawa                 | 16  | I    | 35.24     | 17   | 12  | O    | 35.22     | 14   | 70.46     | +1.15     |
| 16                | RUS Aleksey Yesin               | 12  | O    | 35.09     | 10   | 16  | I    | 35.41     | 19   | 70.50     | +1.19     |
| 17                | FIN Pekka Koskela               | 13  | O    | 35.19     | 15   | 13  | I    | 35.41     | 20   | 70.61     | +1.30     |
| 18                | KOR Lee Kyou-hyuk               | 3   | O    | 35.16     | 12   | 15  | I    | 35.48     | 23   | 70.65     | +1.34     |
| 19                | JPN Yuji Kamijo                 | 4   | I    | 35.37     | 21   | 11  | O    | 35.48     | 24   | 70.85     | +1.54     |
| 20                | KOR Kim Jun-ho                  | 5   | O    | 35.43     | 25   | 8   | I    | 35.42     | 21   | 70.85     | +1.54     |
| 21                | KOR Lee Kang-seok               | 10  | O    | 35.45     | 26   | 7   | I    | 35.42     | 22   | 70.87     | +1.56     |
| 22                | RUS Dmitry Lobkov               | 17  | I    | 35.50     | 27   | 8   | O    | 35.36     | 18   | 70.88     | +1.57     |
| 23                | USA Shani Davis                 | 5   | I    | 35.39     | 22   | 10  | O    | 35.59     | 28   | 70.98     | +1.67     |
| 24                | CAN Muncef Ouardi               | 1   | O    | 35.39     | 23   | 9   | I    | 35.60     | 29   | 70.99     | +1.68     |
| 25                | USA Tucker Fredricks            | 17  | O    | 35.27     | 18   | 12  | I    | 35.72     | 37   | 70.99     | +1.68     |
| 26                | USA Mitchell Whitmore           | 14  | O    | 35.34     | 20   | 10  | I    | 35.71     | 35   | 71.05     | +1.75     |
| 27                | ITA Mirko Giacomo Nenzi         | 10  | I    | 35.56     | 29   | 7   | O    | 35.51     | 25   | 71.07     | +1.76     |
| 28                | FIN Mika Poutala                | 15  | O    | 35.58     | 30   | 5   | I    | 35.56     | 27   | 71.14     | +1.83     |
| 29                | CHN Mu Zhongsheng               | 1   | I    | 35.59     | 31   | 6   | O    | 35.65     | 32   | 71.25     | +1.94     |
| 30                | ITA David Bosa                  | 8   | O    | 35.63     | 32   | 4   | I    | 35.64     | 31   | 71.28     | +1.97     |
| 31                | NOR Håvard Holmefjord Lorentzen | 7   | I    | 35.78     | 37   | 2   | I    | 35.53     | 26   | 71.30     | +1.99     |
| 32                | TPE Sung Ching-yang             | 11  | I    | 35.73     | 35   | 4   | O    | 35.63     | 30   | 71.36     | +2.05     |
| 33                | GER Samuel Schwarz              | 12  | I    | 35.69     | 34   | 5   | O    | 35.68     | 34   | 71.37     | +2.06     |
| 34                | CHN Bai Qiuming                 | 9   | I    | 35.73     | 36   | 3   | O    | 35.71     | 36   | 71.45     | +2.14     |
| 35                | POL Artur Nogal                 | 2   | O    | 35.83     | 38   | 3   | I    | 35.66     | 33   | 71.49     | +2.18     |
| 36                | LAT Haralds Silovs              | 2   | I    | 36.12     | 39   | 1   | O    | 36.32     | 38   | 72.44     | +3.13     |
| 37                | NED Stefan Groothuis            | 6   | I    | 35.42     | 24   | 9   | O    | 56.81     | 39   | 92.24     | +22.93    |
| 38                | AUS Daniel Greig                | 16  | O    | 80.65     | 40   | 2   | I    | 35.29     | 17   | 115.84    | +46.53    |
| —                 | USA Brian Hansen                | 6   | O    | 35.64     | 33   |     |      | DNS       |      |           |           |
| —                 | RUS Artyom Kuznetsov            | 20  | O    | 35.51     | 28   | 6   | I    | 35.14     | 10   | 70.66 DSQ | +1.35     |

Legenda
| Recorde mundial      | Recorde mundial (World record)               |                       | Recorde africano                      | Recorde africano (African) |                                           | Q | Classificado por posição (Qualified) |
| Recorde olímpico     | Recorde olímpico (Olympic record)            | Recorde da América    | Recorde da América (Americas)         | q                          | Classificado por melhor tempo (Qualified) |   |                                      |
| Melhor marca do ano  | Melhor marca do ano (World leading)          | Recorde asiático      | Recorde asiático (Asian)              | DNS                        | Não largou (Did not start)                |   |                                      |
| Recorde nacional     | Recorde nacional (National record)           | Recorde europeu       | Recorde europeu (European)            | DNF                        | Não terminou (Did not finish)             |   |                                      |
| Recorde pessoal      | Recorde pessoal do atleta (Personal best)    | Recorde da Oceania    | Recorde da Oceania (Oceania)          | DSQ / DQ                   | Desclassificado (Disqualified)            |   |                                      |
| Recorde da temporada | Recorde da temporada do atleta (Season best) | Recorde sul-americano | Recorde sul-americano (South America) | NM                         | Sem marca (No mark)                       |   |                                      |